# Roy Wood
Roy Adrian Wood (* 8. listopadu 1946 Kitts Green, Birmingham, Anglie) je britský zpěvák, kytarista, hudební producent, skladatel a multiinstrumentalista. V letech 1965–1972 byl členem skupiny The Move, ze které se později zformovala skupina Electric Light Orchestra. V roce 1967 zpíval doprovodné vokály ve skladby „You've Got Me Floatin'“ na albu Axis: Bold as Love skupiny The Jimi Hendrix Experience.

## Diskografie
Sólová alba
- Boulders (1973)
- Mustard (1975)
- Super Active Wizzo (1977)
- On The Road Again (1979)
- The Singles (1982)
- Starting Up (1987)